# عبدالله الرویشد
عبدالله عبدالرحمن الرُّوَیْشِد (۱۸ ژوئیه ۱۹۶۱) خواننده و آهنگساز کویتی است.او در طول دوران طولانی فعالیت هنری خود که از سال ۱۹۸۰ آغاز شد، به موفقیت‌های چشمگیری دست یافت و لقب «سفیر آواز خلیجی» را به خود اختصاص داد. او در ترانه‌های خود به سبک سنتی تکیه می‌کند و آهنگ‌هایش را در حالی که عود خود را می‌نوازد، ارائه می‌دهد. سال ۱۹۸۰ شاهد انتشار آهنگ «انا سهران» از او بود، اولین آلبوم او در سال ۱۹۸۳ با عنوان «لیل السوالف» منتشر شد و پس از آن هر سال یک آلبوم جدید منتشر کرد.او توانست در مدت زمان کوتاهی، سبکی جدید در خوانندگی برای خود ایجاد کند. در خوانندگی، دوستش نبیل شعیل، او را همراهی می‌کرد. او با موسیقیدان عمار الشریعی نیز همکاری کرد و در در دههٔ ۱۹۸۰ به شهرت رسید.

## زندگی و پیشه
عبدالله عبد الرحمن محمد الرُّوَیْشِد زادهٔ ۱۸ ژوئیه ۱۹۶۱ در استان حولی، کویت است. از کودکی، به ویژه از سن ۱۳ سالگی، عاشق خوانندگی شد. او استعداد خود را در جشن‌های مدرسه با تشویق برادرش، محمد الرویشد، که آهنگساز بود، نشان می‌داد. برادرش عود خود را برای نواختن به او قرض می‌داد. او نزد علی نجم عبدالرزاق مهارت یافت و نوازنده‌ای ماهر شد.
عبدالله الرویشد فعالیت هنری خود را به عنوان نوازندهٔ سازهای کوبه‌ای با گروه «رباعی کویت» آغاز کرد. اولین آهنگ او در سال ۱۹۸۰ منتشر شد و آهنگساز آن برادر بزرگترش، محمد الرویشد، بود. این آهنگ «انا سهران» نام داشت. آهنگساز، راشد الخضر، بسیار تحت تأثیر صدای عبدالله الرویشد قرار گرفت و برای آهنگسازی اولین آهنگ او انتخاب شد. هنر عبدالله الرویشد از همین‌جا آغاز شد، چرا که اولین آلبوم او در سال ۱۹۸۳ با نام «لیل السُّوالِف»  منتشر شد. برجسته‌ترین آهنگ او «رحلاتی» (سفر من) بود که توسط راشد الخضر ساخته شده بود.
به جز آلوم «لیل السوالف» در ۱۹۸۳، آلبوم‌های بسیاری بیرون داده است، از جمله: «أی معزة» (۱۹۸۴)، «عبدالله الرویشد» (۱۹۸۵)، «لا تجین» (۱۹۸۶)، «مسحور» (۱۹۸۷)، «لو فرضنا» (۱۹۸۸)، «لیلة عمر ۱» (۱۹۸۸)، «الله معک» (۱۹۸۹)، «لیلة عمر ۲» (۱۹۸۹)، «عویشق» (۱۹۹۰)، «لیلة عمر ۳» (۱۹۹۰)، اپرت «وقت الفزغة» (۱۹۹۰)، «یا ناسین الحبایب» (۱۹۹۲)، «لیلة عمر ۴» (۱۹۹۲)، «دار الأوبرا المصریة» (۱۹۹۲)، «أیامی صعیبة» (۱۹۹۲)، «عبدالله الرویشد» (۱۹۹۳)، «لیلة عمر ۵» (۱۹۹۳)، «عبدالله الرویشد» (۱۹۹۴)، «لیلة فن ۱» (۱۹۹۵)، «رمادی، لیلة فن ۲» (۱۹۹۵)، «لمنی بشوق» (۱۹۹۶)، «تصور» (۱۹۹۷)، «وینک» (۱۹۹۸)، «صدقینی» (۱۹۹۹)، «وطن عمری» (۲۰۰۰)، «وین رایح» (۲۰۰۱)، «اعفینی» (۲۰۰۲)، «آه یا زمن» (۲۰۰۳)، «الشوق والدمعة» (۲۰۰۴)، «مافی أحد مرتاح» (۲۰۰۵)، دو آلبوم با نام «عبدالله الرویشد» (۲۰۰۶ و ۲۰۰۸)، «تمنی» (۲۰۰۹)، «لیلة عمر ۶» (۲۰۱۰)، «آنتی حلم» (۲۰۱۱)، «متی بنساک» (۲۰۱۳)، «ملک بالحب» (۲۰۱۵)، «لیلة عمر مع طلال، تسلم علیک» (۲۰۱۷)، «عبدالله الرویشد» (۲۰۱۹).
از جمله برجسته‌ترین تک‌آهنگ‌ها و آهنگ‌های ویژه‌ای که عبدالله رویشد به خاطر آنها مشهور است: «من بیدارم» (به عربی: أنا سهران)، «روش فریب دادن» (به عربی: أسلوب الخداع)، «لحظهٔ نبودنت» (به عربی: لحظة غيابك)، «خانواده‌ام مرا از تو دور کردند» (به عربی: أهلي عنك أبعدوني)، «محبوب قلب من» (به عربی: حبيبة قلبي) همراه نوال الکویتیه، «ما با هم شب‌نشینی کردیم» (به عربی: تسامرنا)، «شب محمدی» (به عربی: الليلة المحمدية)، «او من را فراموش کرده» (به عربی: ناسيني)، «تو کجایی» (به عربی: وينك أنت) همراه نوال الکویتیه، «تو تازه فهمیدی» (به عربی: توك عرفت)، «منتظر من نباش» (به عربی: لا تنتظر مني) و «رسالة حب کرنفال النظائر الخامس».

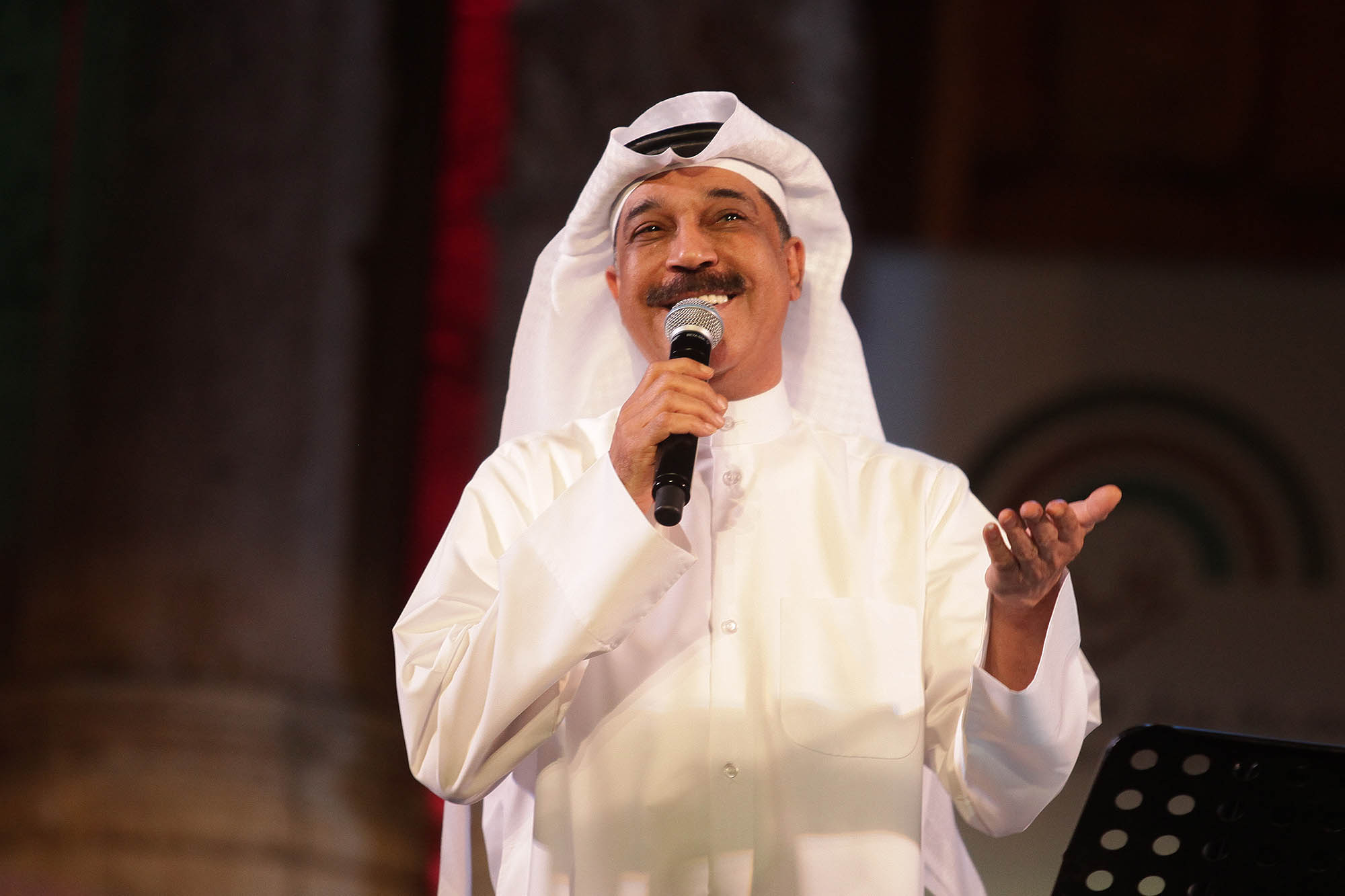
الرویشد در اجرای جشنوارۀ جرش، اردن ۲۰ ژوئیه ۲۰۱۸.

الرویشد به خاطر صدای خاص و اجرای منحصر به فردش متمایز شد، به همین دلیل لقب «سفیر آواز خلیج» را به دست آورد. شهرت او در مرزهای خلیج فارس متوقف نشد، بلکه به جهان عرب را رسید. ترانه او با نام «اللهم لا اعتراض» که با همکاری شاعر مصری عبدالرحمن الابنودی سروده شده بود و تهاجم عراق به کویت را به تصویر می‌کشید و محبوبیت گسترده‌ای پیدا کرد. او قرار بود با محمد عبدالوهاب همکاری کند؛ کسی که الرویشد را یکی از بهترین صداهای عرب می‌دانست. با این حال، مرگ عبدالوهاب مانع از وقوع این همکاری شد.الرویشد یکی از معدود هنرمندان کویتی محسوب می‌شود که در بیش از یک ژانر آوازخوانی تبحر دارد. او ترانه‌های عامه‌پسند، سامری، خلیجی، تعبیری، عاشقانه و تند، موال، هنر زهیریات، هنر یمنی و حضرمی می‌خواند که منجر به موفقیت او در اکثر ژانرهای موسیقی عربی شد.
به پاس بیش از ۴۰ سال فعالیت هنری‌اش، از عبدالله الرویشد در مراسم موسم ریاض ۲۰۲۲ در شبی با عنوان «یکی از بهترین شب‌ها» تجلیل شد که در آن محمد عبده، روی صحنه به او پیوست. در این کنسرت تعدادی از ستاره‌های خلیج از جمله نوال الکویتیه، اصیل ابوبکر، خالد الشیخ، علی بن محمد و خالد الملا نیز حضور داشتند. این کنسرت به رهبری تامر فایزی برگزار شد.
الرویشد علاوه بر جشنواره ملی بزرگ و مشهور هلا فوریه، در جشنواره‌های عربی، خلیجی و بین‌المللی، به ویژه جشنواره‌های گردشگری صلاله، جده، روتانا، دوحه و جده شرکت کرده است. او همچنین در چندین رویداد از جمله مسابقات قهرمانی دوستی و صلح در کشورهای عربی، به ویژه کویت، جشنوارهٔ رسانه‌های عرب، جشنوارهٔ کارتاژ در تونس، روز فرهنگی در یمن، جشنواره‌های مسقط و قرن دهم در کویت، جرش و رباط شرکت کرد.

## زندگی شخصی
او با اقبال خالد الرویشد، دختر عمویش، ازدواج کرد و از او صاحب فرزندانی به نام‌های شروق، خالد و اَسیل شد. همسرش در سال ۲۰۲۱ درگذشت. عبدالله الرویشد در فوریه ۲۰۲۴ در حالی که در خانه بود، دچار مشکل ناگهانی سلامتی شد و مستقیماً به بیمارستان جابر در کویت برده شد و سپس برای درمان راهی آلمان شد. پس از یک دوره درمانی که چند ماه طول کشید، در اواسط اکتبر همان سال بازگشت.
الرویشد توجه ویژه‌ای به کارهای بشردوستانه مربوط به بیماری‌ها، بلایا و جنگ‌ها، به ویژه کودکان دارای نیازهای ویژه، دارد. او در رویدادهای بشردوستانه و ملی، به ویژه اپرت «وجدان عرب»، در همبستگی با قربانیان لبنان، فلسطین و عراق شرکت داشته است. او همچنین آثاری را در همبستگی با بیماران سرطانی ارائه داده و در مهمانی‌های کودکان با نیازهای ویژه شرکت کرده است.